# Saonnet
Saonnet é uma comuna francesa na região administrativa da Normandia, no departamento Calvados. Estende-se por uma área de 5,36 km². Em 2010 a comuna tinha 314 habitantes (densidade: 58,6 hab./km²).